# Бруниньо (футболист, 2000)
Бру́но Робе́рто Пере́йра да Си́лва (порт.-браз. Bruno Roberto Pereira da Silva; родился 27 апреля 2000, Белу-Оризонти), более известный как Бруно Роберто или Бруни́ньо (порт.-браз. Bruninho) — бразильский футболист, полузащитник львовских «Карпат».

## Биография
Воспитанник футбольной академии клуба «Атлетико Минейро». В основном составе дебютировал 2 июня 2018 года, выйдя на замену Элиасу в матче бразильской Серии А против «Шапекоэнсе».
В ноябре 2018 года английская газета Daily Mail сообщила об интересе к Бруниньо ряда клубов Премьер-лиги, включая «Манчестер Сити», «Челси», «Манчестер Юнайтед», «Ливерпуль» и «Тоттенхэм Хотспур».

## Достижения

### Личные
- Лучший игрок месяца украинской Премьер-лиги: март 2025